# Las buenas hierbas
Las buenas hierbas è un film del 2010 diretto da María Novaro.
Il film è stato presentato in concorso al Festival Internazionale del Film di Roma 2010. Il cast femminile ha ottenuto collettivamente il Premio Marc'Aurelio della Giuria alla migliore attrice.

## Trama

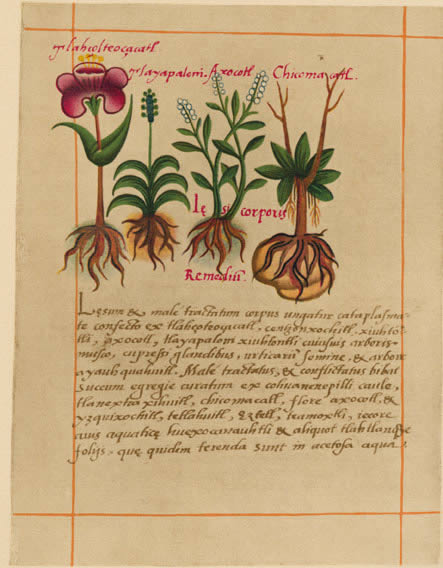
Pagina del Codice de la Cruz-Badiano

Dalia, la protagonista del film, è una giovane donna, separata e con un bambino, la cui madre, Lala, lavora presso l'orto botanico di Città del Messico, dividendo il suo tempo tra la cura delle piante e gli studi etnobotanici. Madre, figlia e nipote conducono una vita abbastanza spensierata sino a quando Lala non scopre di essere affetta dalla malattia di Alzheimer.
Consapevole del destino che la attende, Lala chiede a Dalia di aiutarla e le affida le sue conoscenze sulle piante medicinali della tradizione precolombiana, basate sull'antico Codice de la Cruz-Badiano. Inizia così un percorso nella chimica delle piante e delle emozioni umane, che si intreccia a quello dell'esistenza quotidiana delle due protagoniste, rappresentando in maniera realistica e senza reticenze il progressivo manifestarsi dei sintomi, la cui gravità si acuisce sempre più, fino al tragico epilogo.

Tra i personaggi che accompagnano Dalia e Lala in questo percorso spicca la figura di Blanquita, l'anziana vicina di casa che convive col ricordo e la presenza sovrannaturale della nipote quindicenne scomparsa tragicamente anni prima, metaforico anello di congiunzione tra il mondo dei vivi e quello dei morti.

## Premi e riconoscimenti
- Festival Internazionale del Film di Roma 2010 - Premio Marc'Aurelio d'Argento della Giuria alla migliore attrice: tutto il cast femminile